# Rue du Faubourg-Saint-Honoré
Rue du Faubourg-Saint-Honoré (česky ulice Předměstí svatého Honoria) je ulice v Paříži. Nachází se v 8. obvodu. Ulice je charakteristická množstvím luxusních obchodů, uměleckých galerií a zahraničních ambasád. Z ulice je vstup do Elysejského paláce, sídla francouzského prezidenta. Předměstí získalo název dle místního klášterního kostela zasvěceného sv. Honoriovi z Amiens, patronovi pekařů.

## Poloha
Ulice vede od křižovatky s Rue Royale a končí na náměstí Place des Ternes u křižovatky s Avenue de Wagram. Ulice je orientována zhruba od východu na západ. Směrem na východ pokračuje ulice Rue Saint-Honoré a na západě navazuje Avenue des Ternes.

## Historie
Ve středověku se ulice, která vedla od kostela sv. Honoria (dnes zaniklého, který se nacházel mezi ulicemi Rue Croix-des-Petits-Champs a Rue des Bons-Enfants) k bývalému mostu Roule, nazývala Rue du Faubourg-Saint-Honoré. Ta část ulice nacházející se mezi Rue La Boétie a Place des Ternes se nazývala Chausée du Roule (1635), Rue du Bas-Roule a Rue du Haut-Roule a později Rue du Faubourg-du-Roule podle předměstí Roule.
V 17. století se ve čtvrti Faubourg Saint-Honoré usazovaly bohaté vrstvy, především finančníci, kteří si zde vystavěli své městské paláce, z nichž mnohé se dodnes dochovaly. Rozvoj pokračoval i v 18. století, především díky odlivu obyvatel z oblíbené čtvrti Marais a usídlení regenta Filipa II. Orleánského v nedalekém Palais Royal v letech 1715-1723.
V letech 1724 a 1726 vydal Ludvík XV. zákaz nových staveb a parcelaci pozemků ve čtvrti, aby se zamezilo spekulacím. Tato omezení byla zmírněna v letech 1740 a 1765.

## Významné stavby
- Dům č. 6: žil zde spisovatel Henri Monnier (1799-1877)
- Dům č. 14: postaven na konci 18. století, v letech 1811-1835 zde sídlila radnice bývalého 1. obvodu.
- Dům č. 22: na konci 19. století zde otevřela svůj módní salón Jeanne Lanvin (1847-1946), jedna z prvních francouzských návrhářek.
- Dům č. 24: v domě z 18. století sídlí od roku 1879 firma Hermès.
- Dům č. 25: bývalá pařížská rezidence monackých knížat, než ji princ Albert I. přesunul do paláce na Avenue Georges-Mandel.
- Dům č. 29: palác Hôtel de Rohan-Montbazon pochází z roku 1719. Jeden zde sálů si uchoval empírovou výzdobu.
- Dům č. 31: palác Hôtel Pillet-Will byl postaven v roce 1887 pro hraběte Frédérica Pillet-Willa, správce Banque de France na místě bývalého paláce Hôtel Marbeuf. V roce 1965 koupilo dům Japonsko, nechalo jej přestavět a od roku 1967 je zde osobní rezidence japonského velvyslance.
- Dům č. 33: Hôtel Perrinet de Jars (též Hôtel de Guébriant) byl postaven roku 1714 pro Annu Levieux, ženu bankéře. V roce 1810 jej koupil Denis Decrès (1761-1820), ministr námořnictva císaře Napoleona. V letech 1849-1864 si jej pronajala ruská ambasáda. V roce 1856 jej koupil baron Nathaniel de Rothschild a nechal ho roku 1864 přestavět. V roce 1920 palác koupil Henri de Rothschild a dones zde sídlí soukromý pařížský klub Cercle de l'Union interalliée. Budova směřující do ulice vznikla v roce 1928.
- Dům č. 35: dvojče domu č. 33, také vznikl roku 1714 pro Louise Chevaliera, prezidenta Pařížského parlamentu. V roce 1855 jej koupili bankéři a bratři Isaac a Émile Pereire. Palác dnes patří velvyslanectví Velké Británie.

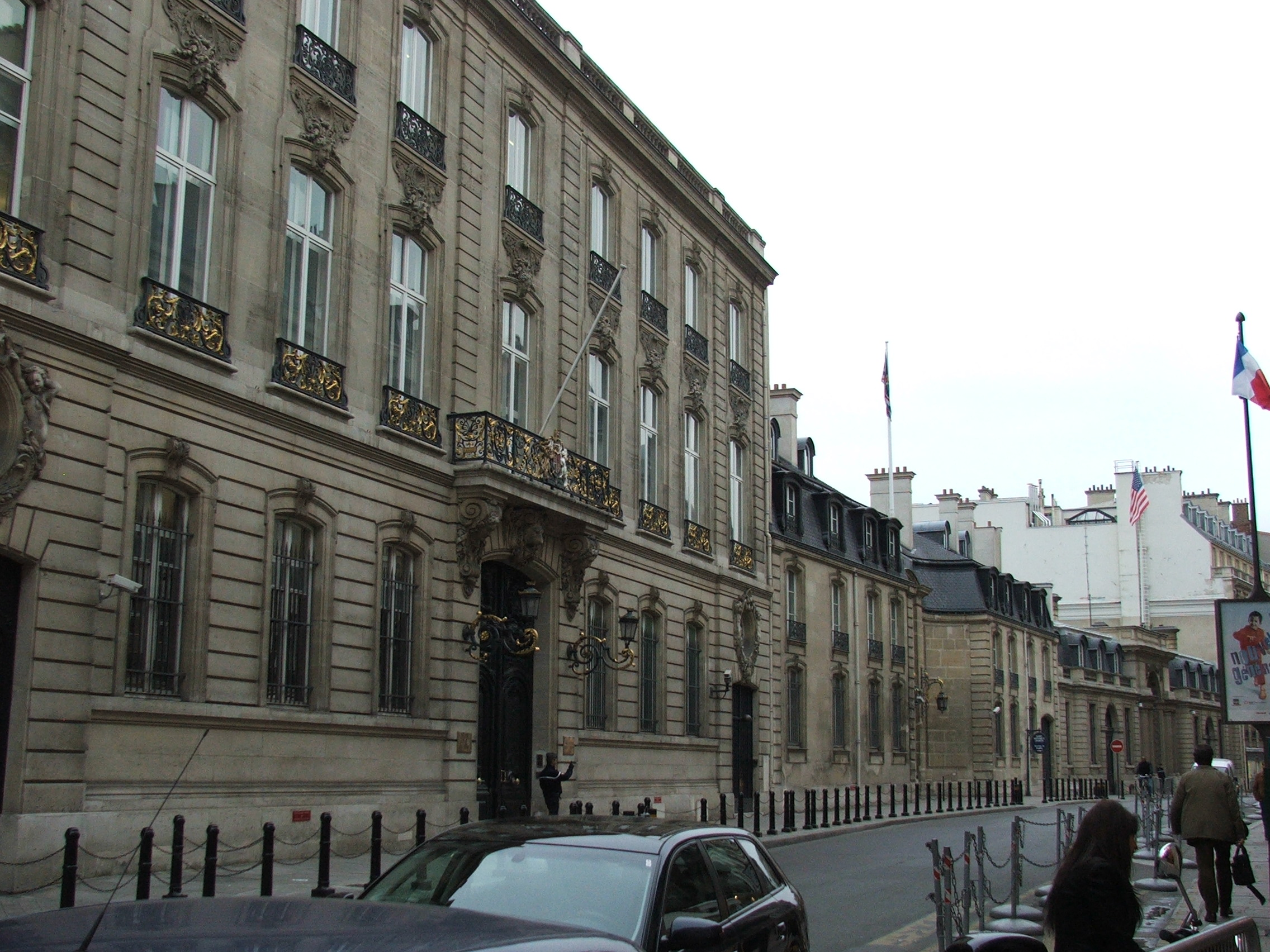
Rezidence velvyslanců Velké Británie (vlevo) a USA (vpravo)

- Dům č. 39: Hôtel de Charost byl postaven v letech 1720-1722. V roce 1760 byl interiér zařízen v novoklasicistním stylu. Další přestavbu provedla Pauline Bonaparte (1780-1825), která zde žila v letech 1803-1815. V roce 1814 dům i s celým zařízením koupila Velká Británie pro svou ambasádu. V roce 1825 zde architekt Louis Visconti vybudoval spojovací křídlo s prosklenou galerií, jednu z prvních zimních zahrad v Paříži. V roce 1833 zde měl svatbu skladatel Hector Berlioz a jeho první žena Harriet Smithson. U příležitosti návštěvy královny Victorie zde byl vybudován trůnní sál. Dnes je zde soukromá rezidence britského velvyslance.
- Dům č. 41: Hôtel de Pontalba postavil v letech 1842-1855 Louis Visconti pro baronku Michaelu de Pontalba na místě bývalého paláce Hôtel d'Aguesseau, který koupila roku 1836. V roce 1876 získal dům baron Edmond James de Rothschild. V roce 1948 koupila Hôtel de Pontalba vláda Spojených států jako kancelářskou budovu své ambasády. V letech 1966-1971 byl palác restaurován a dnes slouží jako osobní rezidence amerického velvyslance ve Francii.
- Dům č. 55: bývalý Hôtel d'Évreux, podle jména prvního majitele, kterým byl vrchní velitel francouzské armády Louis Henri de La Tour d'Auvergne, hrabě z Évreux, je dnes součástí Elysejského paláce. Byl postaven roku 1720.
- Dům č. 76: v domě sídlí Galerie Charpentier, kterou má pronajatou aukční síň Sotheby's.

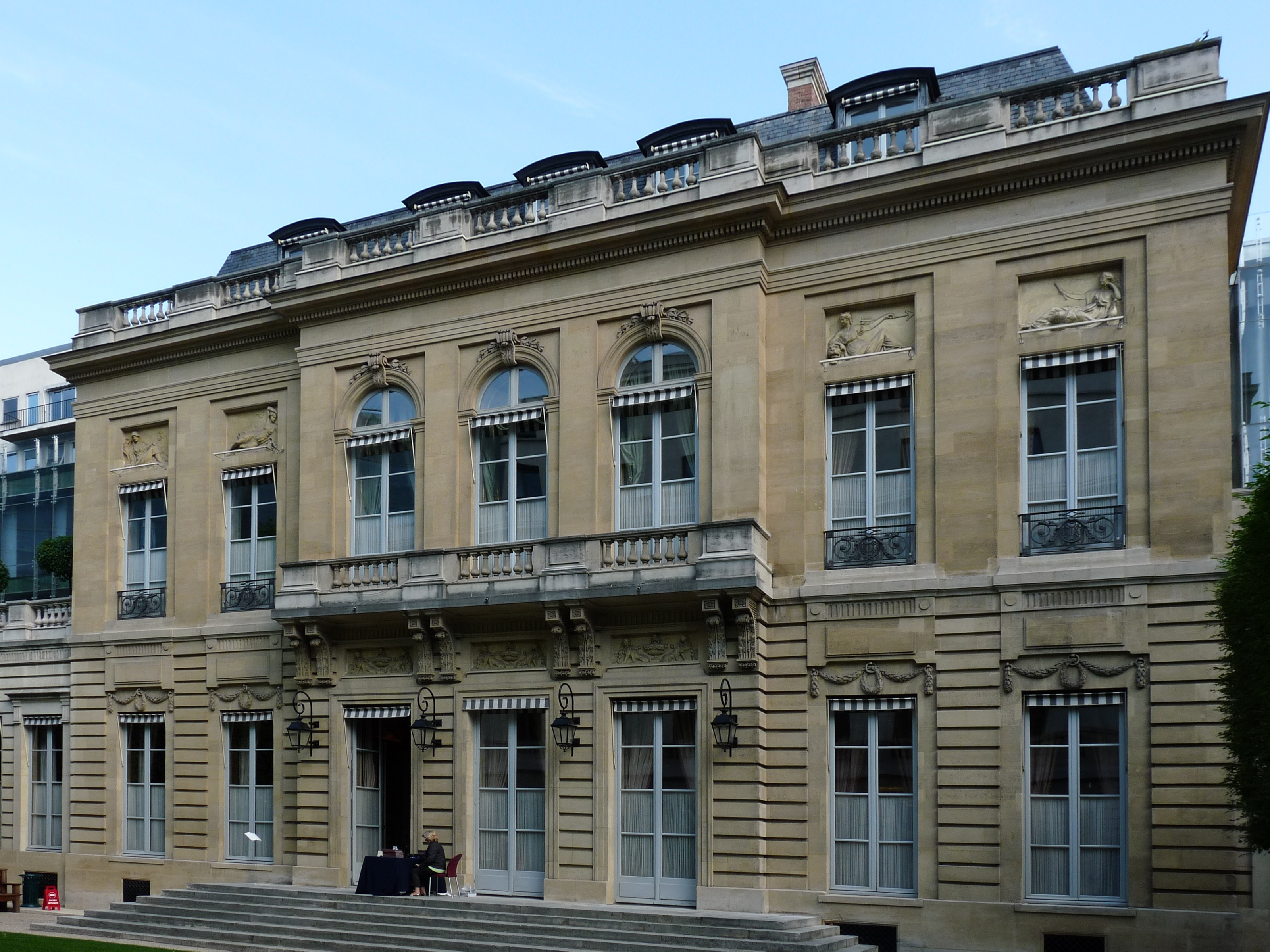
Hôtel de La Vaupalière - pohled od zahrady

- Dům č. 85: Hôtel de La Vaupalière byl postaven roku 1768. Fasáda směrem do zahrady (viditelná z Avenue Matignon) ve stylu Ludvíka XVI. je chráněná jako historická památka.[1] Dnes zde má centrální sídlo společnost AXA.
- Dům č. 96: Hôtel de Beauvau, který nechal postavit roku 1768 Charles Juste de Beauvau-Craon (1720-1793), maršál Francie. Palác byl zkonfiskován za Velké francouzské revoluce a často měnil majitele. V roce 1859 koupil dům francouzský stát pro ministerstvo Alžírska a kolonií, dnes zde sídlí ministerstvo vnitra.
- Dům č. 114: v letech 1903-1908 zde měl fotografický ateliér Eugène Druet.
- Dům č. 112: Le Bristol je pětihvězdičkový hotel, který patří k nejluxusnějším v Paříži. Z důvodu blízkosti prezidentského paláce jsou zde často ubytováni významní hosté.
- Dům č. 120: Hôtel de Chastenaye, palác z konce 18. století.
- Dům č. 134: palác ve stylu empíru byl postaven pro matematika Josepha Louise Lagrange.
- Dům č. 135: Hôtel de Rigny též nazývaný Hôtel de Fels ze 60. let 19. století patřil členům rodiny Talhouët-Roy. Byl postaven jako napodobenina (pastiš) stylu konce 18. století. Na ulici vedou dva přízemní pavilony, corps de logis se nachází mezi nádvořím a zahradou.

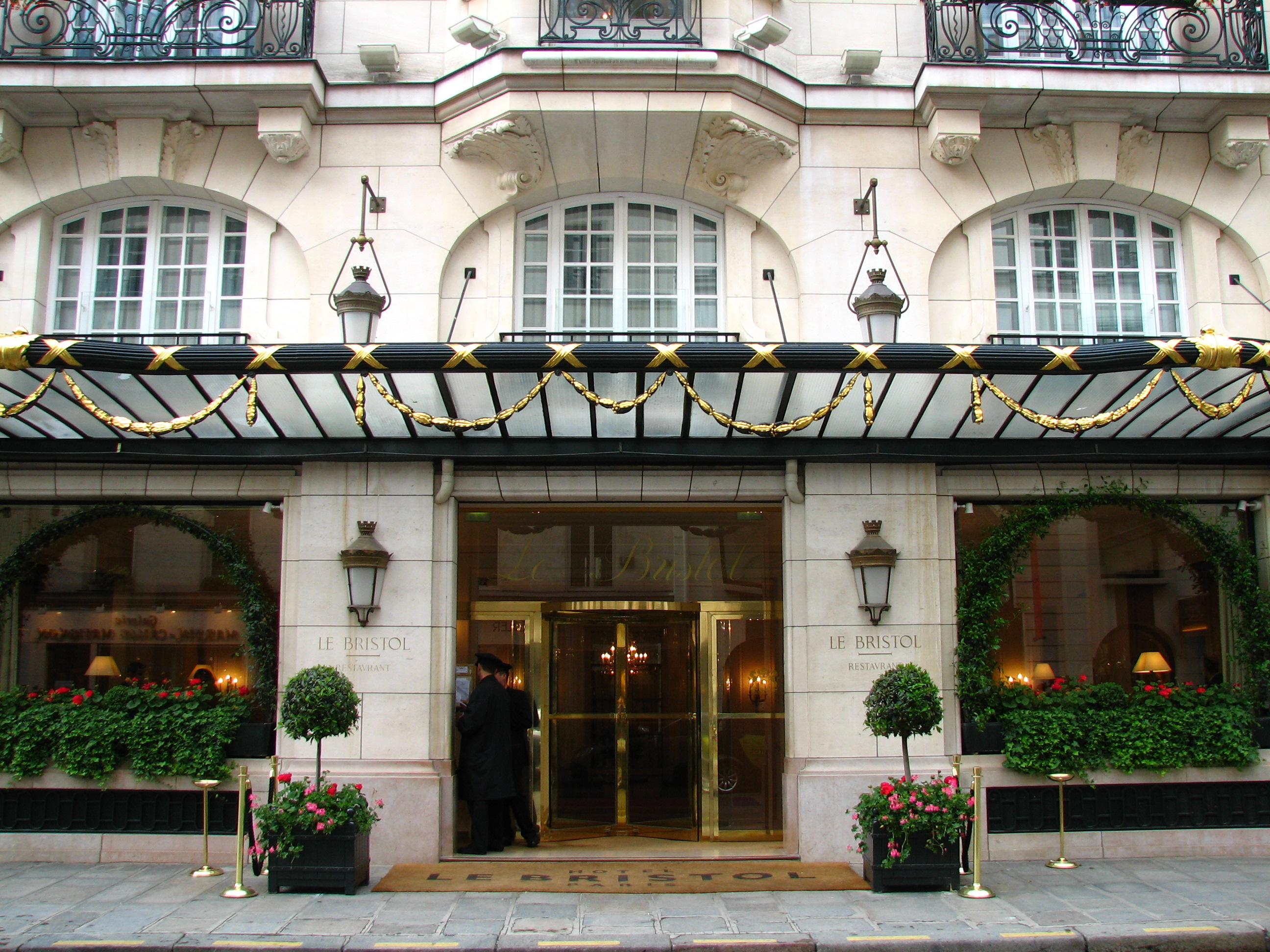
Vstup do hotelu Le Bristol

- Dům č. 137: Hôtel Schneider též nazývaný Hôtel de Talhouët-Roy nechal postavit francouzský průmyslník Henri Schneider (1840-1898). Dnes zde sídlí produkční společnost EuropaCorp filmaře Luca Bessona.
- Dům č. 154: Kostel Saint-Philippe-du-Roule postavený v letech 1772-1784, který postavil architekt Jean-François-Thérèse Chalgrin (1739-1811).
- Domy č. 183-189: blok malých domů z 18. století, které představují původní zástavbu na předměstí Roule.
- Dům č. 185: v domě žil malíř Henri Harpignies (1819-1916).
- Dům č. 208: nemocnici a vzdělávací ústav nechal roku 1784 postavit finančník Nicolas Beaujon. Původně byl dům sirotčinec zdejší farnosti, ale od roku 1795 sloužil nemocným. V roce 1935 byla nemocnice přeložena do nového objektu v Clichy-sur-Seine a budova byla přeměněna na policejní komisařství. Dnes slouží jako kulturní dům radnice 8. obvodu.
- Dům č. 222: klášter dominikánů založený roku 1874 včetně kostela Zvěstování Panny Marie v novobyzantském stylu. Klášter se nachází v paláci z 19. století a jeho zvonice pochází z roku 1925. Moderní přístavba je z roku 2008.
- Dům č. 233bis: v domě měl ateliér francouzský sochař Denys Puech (1854-1942).
- Dům č. 240: spisovatel Gustave Flaubert (1821-1880) zde žil od roku 1875 až do své smrti.
- Dům č. 252: koncertní síň Salle Pleyel.

### Zaniklé stavby
- Dům č. 13: nechala zbořit císařovna Evženie de Montijo kvůli pověrčivosti a dům s tímto číslem popisným již nebyl nikdy obnoven.
- Domy č. 43 až 53: na místě těchto domů se původně nacházel blok šesti paláců postavených ve třetí čtvrtině 18. století. Paláce byly postupně zbořeny od 2. polovině 19. století do 30. letech 20. století.